# Tokushima (prefectuur)
De prefectuur Tokushima (Japans: 徳島県, Tokushima-ken) is een Japanse prefectuur op het eiland Shikoku. Tokushima heeft een oppervlakte van 4145,90 km² en had op 1 april 2008 een bevolking van ongeveer 794.508 inwoners. De hoofdstad is Tokushima.

## Geografie
De administratieve onderverdeling is als volgt:

### Zelfstandige steden (市) shi
Er zijn 8 steden in de prefectuur Tokushima:
- Anan
- Awa
- Komatsushima
- Mima
- Miyoshi
- Naruto
- Tokushima (hoofdstad)
- Yoshinogawa

### Gemeenten (郡 gun)
De gemeenten van Tokushima, ingedeeld naar district:
| District | Gemeenten                                        |
| -------- | ------------------------------------------------ |
| Itano    | Aizumi - Itano - Kamiita - Kitajima - Matsushige |
| Kaifu    | Kaiyo - Minami - Mugi                            |
| Katsuura | Kamikatsu - Katsuura                             |
| Mima     | Tsurugi                                          |
| Miyoshi  | Higashimiyoshi                                   |
| Myodo    | Sanagōchi                                        |
| Myozai   | Ishii - Kamiyama                                 |
| Naka     | Naka                                             |

### Fusies
Situatie op 6 mei 2008 (zie ook: Gemeentelijke herindeling in Japan):
- Op 1 oktober 2004 fuseerden de gemeenten Kamojima, Kawashima en Yamakawa met het dorp Misato tot de nieuwe stad Yoshinogawa. Het district Oe verdween na deze fusie.
- Op 1 maart 2005 smolten de gemeenten Anabuki, Mima en Waki samen met het dorp Koyadaira tot de nieuwe stad Mima.
- Op 1 maart 2005 fuseerden de gemeenten Handa en Sadamitsu met het dorp Ichiu tot de nieuwe gemeente Tsurugi.
- Op 1 maart 2005 fuseerden de gemeenten Aioi, Wajiki en Kaminaka met de dorpen Kisawa en Kito tot de nieuwe gemeente Naka.
- Op 1 april 2005 smolten de gemeenten Awa, Ichiba, Donari en Yoshino samen tot de nieuwe stad Awa. Het district Awa verdween na deze fusie.
- Op 1 maart 2006 fuseerden de gemeenten Mino, Ikeda, Ikawa en Yamashiro met de dorpen Higashiiyayama en Nishiiyayama (allen van het district Miyoshi) tot de nieuwe stad Miyoshi.
- Op 1 maart 2006 fuseerden de gemeenten Miyoshi en Mikamo van het district Miyoshi tot de nieuwe gemeente Higashimiyoshi.
- Op 20 maart 2006 werden de gemeenten Nakagawa en Hanoura van het district Naka aangehecht bij de stad Anan.
- Op 31 maart 2006 smolten de gemeenten Kainan, Kaifu en Shishikui van het district Kaifu samen tot de nieuwe gemeente Kaiyō.
- Op 31 maart 2006 fuseerden de gemeenten Hiwasa en Yuki van het district Kaifu tot de nieuwe gemeente Minami.